# Punizioni militari romane

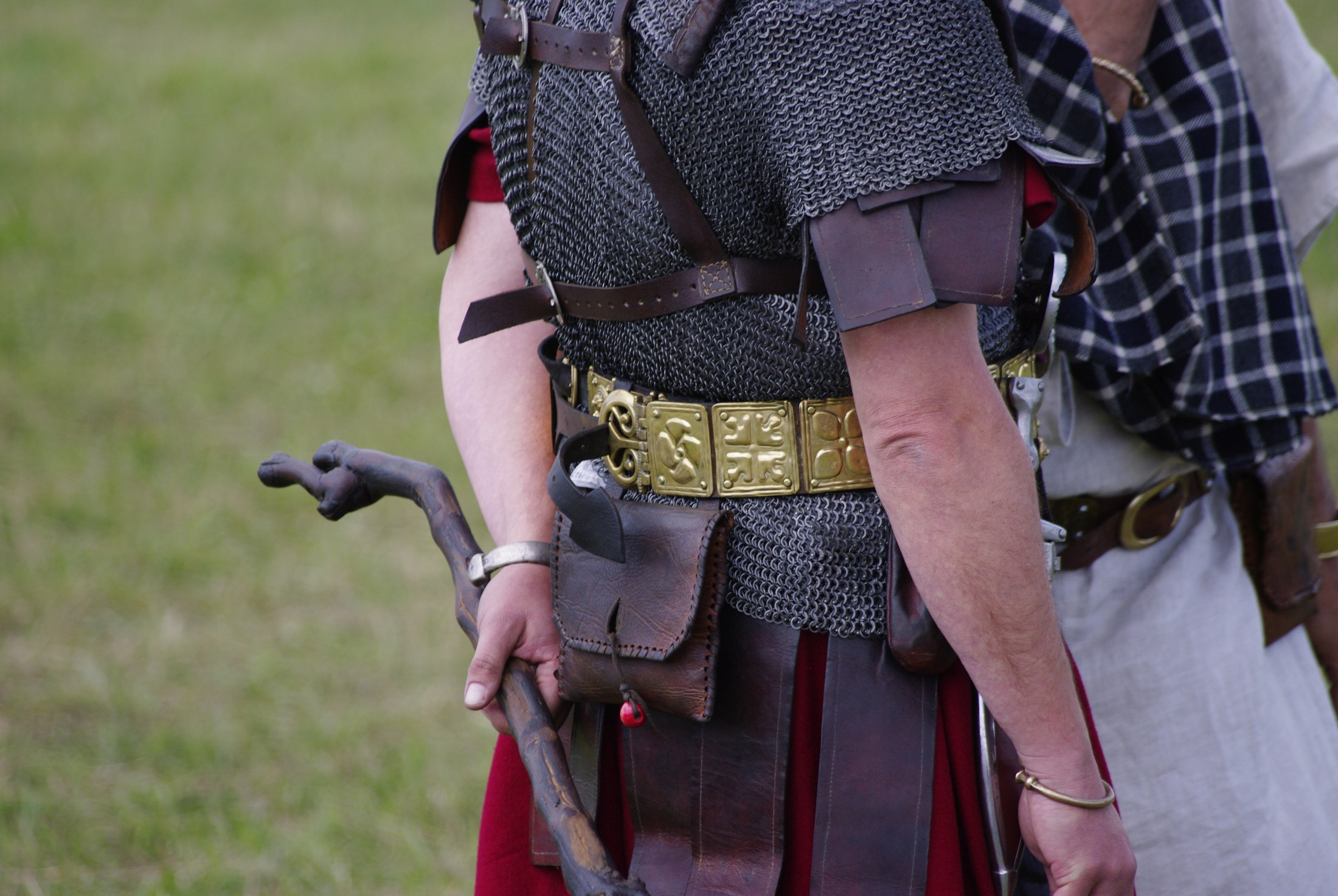
Un centurione col suo ramo di vite, con cui era solito percuotere le reclute.

Nell'antica Roma, le punizioni militari erano assegnate ai soldati che avevano commesso qualche grave mancanza in servizio. Le punizioni e le pene corporali erano un aspetto molto frequente della disciplina inculcata ai soldati. Accanto alle decorazioni e alle ricompense, si ricorreva a pene anche molto crudeli quando si doveva ristabilire l'ordine tra i ranghi o si voleva punire un comportamento sbagliato o disonorevole.
Quando un soldato si arruolava nell'esercito romano, giurava solennemente la sua fedeltà alle istituzioni romane (sacramentum): in origine al Senato ed al popolo romano, in seguito al generale o all'imperatore. Con il sacramentum egli dichiarava che avrebbe soddisfatto tutte le condizioni di servizio, in caso contrario sarebbe stato punito anche con la morte. La disciplina nell'esercito romano era estremamente rigorosa rispetto agli standard moderni, e il generale aveva il potere di effettuare anche un processo sommario ad un qualsiasi soldato alle sue dipendenze.
Polibio divide le pene inflitte da un comandante in pene per i reati militari e punizioni per "atti da vili", anche se sembra che ci sia poca differenza nella natura aspra della pena tra queste due classificazioni. Questa la descrizione che ci fa Giuseppe Flavio durante la prima guerra giudaica delle punizioni militari:
(Giuseppe Flavio, guerra giudaica, III, 5.7.103.)
Svetonio aggiunge che con la riforma augustea dell'esercito romano,
(Svetonio, Augustus, 24.)

## Pene corporali
Tacito riferisce, inoltre, di un centurione di nome Lucilio, sarcasticamente soprannominato dai soldati "Qua un'altra", perché aveva l'abitudine di percuotere i soldati spezzandovi sulla schiena più verghe (simbolo del potere del centurione).  Al momento opportuno (nel corso di una rivolta militare in Pannonia), però, il centurione venne ucciso dai suoi uomini. Sempre secondo Tacito la figura del centurione in sé era "eterno oggetto di odio per i soldati", probabilmente a motivo dell'abitudine di ricorrere a metodi spesso brutali per mantenere la disciplina. Ugualmente munito di verga era l'optio, collocato alle spalle dell'ultimo rango della centuria, che aveva il compito di mantenere in formazione gli ordini durante la battaglia.
Oltre al ricorso alle frustate e alle percosse, o in caso di furto alla mutilazione della mano destra, vigeva una pena ben più grave nelle legioni, il fustuarium, la pena capitale riservata ai sospettati di codardia, ai disertori o a coloro che erano venuti meno ai doveri di soldato. In occasione di una battaglia contro Tacfarinas una coorte si era rifiutata di respingere un tentativo di assedio, cedendo al primo assalto del nemico. La coorte fu quindi sottoposta a quello che è definito da Tacito un "gesto raro a quel tempo, ma di antica tradizione":  i soldati vennero flagellati fino alla morte di un compagno ogni dieci estratto a sorte (la cosiddetta decimazione).
Una pena simile era prevista anche per molto meno, se un soldato o un gruppo di sentinelle si addormentava durante un turno di guardia, non adempiva a un incarico assegnato o mentiva sotto giuramento, mettendo in pericolo la vita degli altri uomini. La mancata consegna delle tessere per l'accesso al campo poteva essere la prova del mancato ottemperamento all'obbligo di pattuglia. Polibio racconta, infatti, che all'alba, tutti quelli che avevano effettuato il servizio di ronda all'interno dell'accampamento militare, riportavano al tribuno le tesserae. Nel caso le stesse fossero state consegnate tutte, essi potevano ritirarsi senza che venisse promossa alcuna inchiesta. In caso contrario, qualora qualcuno ne avesse riportate in numero inferiore rispetto a quello dei corpi di guardia ispezionati, si provvedeva ad indagare attraverso il contrassegno inciso sulle tesserae, quali fossero quelle mancanti. Il tribuno allora mandava a chiamare il centurione del manipolo che non aveva consegnato la tessera. Gli uomini del servizio di guardia erano, pertanto, interrogati e messi a confronto con il cavaliere di ronda per capire se le responsabilità fossero delle sentinelle oppure del cavaliere di ronda. Il consiglio dei tribuni si riuniva e dava inizio al processo. Qualora l'accusato fosse riconosciuto colpevole, veniva punito con la bastonatura (fustuarium). La procedura implicava che il tribuno prendesse un bastone e toccasse appena il condannato. Tutti i soldati del campo iniziavano a colpirlo con bastoni e sassi, tanto che spesso il condannato veniva ammazzato. Ma anche chi ne fosse uscito vivo, risultava completamente rovinato, in quanto non solo non gli era più permesso di far ritorno in patria, ma nessun parente avrebbe osato accoglierlo in casa propria. Questa identica punizione era normalmente inflitta anche all'optio ed al comandante della turma, qualora non avessero trasmesso al momento opportuno i dovuti ordini al primo dei cavalieri di ronda, oppure al comandante della successiva turma. Il fatto poi che la punizione fosse tanto dura ed inesorabile, faceva sì che il servizio notturno di guardia nell'esercito romano fosse perfetto. La bastonatura era, inoltre, inflitta anche a chi avesse rubato qualcosa nell'accampamento, a chi avesse testimoniato il falso, a quei giovani che fossero stati sorpresi ad abusare del proprio corpo e a chi fosse già stato punito tre volte per le stesse ragioni.
Sempre Polibio afferma che, nel caso fossero stati numerosi a commettere gli stessi reati sopra elencati, o che interi manipoli, pressati dal nemico, avessero abbandonato il proprio posto, i Romani preferivano evitare di infliggere a tutti quanti la pena della bastonatura o della morte. La soluzione che essi avevano trovato era quella della decimazione. In questo caso, il tribuno, una volta riunita la legione, faceva condurre al centro dello spiazzo i responsabili dell'abbandono del posto, li rimprovera aspramente e poi alla fine sorteggiava tra tutti i colpevoli, ora cinque, ora otto, ora venti, in modo che il totale corrispondesse sempre alla decima parte del numero complessivo degli imputati. Venivano, pertanto, bastonati senza pietà i sorteggiati. Gli altri invece erano costretti ad accamparsi fuori dallo steccato (vallum) dell'accampamento senza protezione, e veniva loro distribuito come razione di viveri, orzo invece di grano. Il rischio e la paura di essere sorteggiati gravava indistintamente, dunque, su tutti, come pure il fatto dover mangiare orzo, che colpiva quelli che non erano stati sorteggiati per la bastonatura.
Mentre i soldati dovevano obbedire ai tribuni, questi ultimi erano soggetti ai consoli. Il tribuno, e per gli alleati il praefectus sociorum, avevano il potere di infliggere punizioni, di confiscare beni e punire con la fustigazione.

## Pene umilianti
Se i Romani punivano alcune azioni anche con la morte, poiché considerate come crimini, consideravano invece azioni vigliacche e disdicevoli per un soldato: 
- quando un soldato riferiva ai tribuni atti di valore compiuti, senza che corrispondesse alla verità, al fine di ottenere dei facili riconoscimenti;[12]
- quando qualcuno, schierato nelle forze di riserva, abbandonava il posto di combattimento per il terrore della battaglia;
- quando per paura, un soldato abbandonava qualche sua arma durante il combattimento.[13]

Succedeva anche che alcuni dei soldati della riserva, una volta assaliti dal nemico in netta superiorità numerica, per timore di essere puniti in caso di fuga, preferivano non abbandonare il posto di combattimento, andando incontro ad una morte sicura. Alcuni, se durante la battaglia avevano perduto una qualche loro arma, preferiscono lanciarsi in modo temerario contro il nemico, nella speranza o di ricuperare le proprie armi oppure di essere uccisi, evitando la vergogna e gli insulti dei propri compagni d'arme.
Altre punizioni potevano essere solo simboliche ma estremamente umilianti. I condannati potevano essere costretti a mangiare solo orzo, potevano essere esclusi dalla vita del campo, venendo fatti accampare al di fuori del forte o, cosa ben peggiore, perché colpiva direttamente il simbolo della condizione di soldato di un legionario, potevano essere privati del cingulum, la cintura militare. Dopo la battaglia di Strasburgo inoltre una vessillazione di catafratti che durante la battaglia si era comportata con viltà fuggendo dopo un primo combattimento contro il nemico e non volendo più tornare a combattere, per punizione fu obbligata a vestirsi con abiti femminili da Giuliano, che decise di non applicare la decimazione probabilmente per la scarsità delle truppe a sua disposizione.
L'applicazione del "rimedio della spada", tuttavia, era sempre l'alternativa più valida in caso di situazioni estreme, perché "è più giusto condannare secondo il costume degli antenati i diretti responsabili, così che il timore raggiunga tutti, la punizione pochi".
Cassio Dione Cocceiano racconta che nel 35 a.C., quando alcuni dei soldati che erano stati congedati si ammutinarono, poiché non avevano ricevuto il premio di fine mandato, chiesero di tornare in servizio nell'esercito di Ottaviano. Egli allora li riunì in una singola legione, in modo che fossero separati dagli altri e che per gli stessi fosse difficile coinvolgere le altre unità legionarie nel caso volessero ribellarsi nuovamente. Così facendo, questa unità poteva essere sciolta con grande rapidità. Quando infatti non si dimostrarono più disciplinati come in precedenza, mandò alcuni dei più anziani come coloni in Gallia, pensando che questa ricompensa avrebbe dato loro delle buone speranze per il futuro e li avrebbe zittiti. Ma poiché continuarono ad essere insubordinati, li fece adunare tutti insieme come se fossero stati convocati per qualche altro scopo, li circondò con il resto dell'esercito, tolse loro le armi e li congedò definitivamente. In questo modo capirono la determinazione e la forza del loro comandante. Alla fine le loro continue suppliche e richieste di perdono, fecero sì che Ottaviano li perdonasse e li reintegrasse nuovamente nei ranghi del suo esercito, anche perché aveva bisogno di soldati utili almeno per tanti differenti compiti, temendo che Antonio, col quale era ormai ai ferri corti, se ne appropriasse.